# 1104
1104 (MCIV) a fost un an bisect al calendarului iulian.

## Evenimente
- 28 aprilie: Cruciații ocupă Byblos.
- 7 mai: Bătălia de la Harran. Bohemund de Tarent, principele Antiohiei, și Balduin du Bourg, conte de Edessa, sunt înfrânți de către selgiucizii conduși de atabegul de Mosul și de emirul de Mardin; Balduin este luat prizonier de către turcii selgiucizi; în lipsa sa, Tancred de Hauteville devine regent al comitatului; ca rezultat al confruntării, Ridwan, conducătorul Alepului obține de la cruciați Artah și alte locuri din câmpia Antiohiei, în vreme ce bizantinii preiau orașele din Cilicia.
- 26 mai: Regele Balduin I al Ierusalimului capturează Accra de la fatimizi.
- 8 iunie: După moartea lui Duqaq, conducătorul selgiucid din Damasc, Tugtekin devine atabeg de Damasc și fondează un principat independent în Siria, condus de dinastia Burizilor.
- 2 decembrie: Acuzați de bigamie, regele Filip I al Franței și a doua soție a sa, Bertrade de Montfort, obțin totuși absolvirea din partea conciliului de la Paris.
- 11-12 decembrie: Henric, fiul împăratului Henric al IV-lea, ocupă Fritzlar; încurajat de papa Pascal al II-lea, Henric începe revolta împotriva tatălui său, împăratul.

### Nedatate
- aprilie: Puternic cutremur în regiunea Liguria.
- Bizantinii ocupă Laodiceea și revendică preluarea Antiohiei de la cruciați.
- Este construit Arsenalul din Veneția.
- Principele Bohemund I al Antiohiei părăsește Levantul, pentru a reveni în Europa și a pregăti o campanie împotriva Bizanțului, considerat ca "trădător" al cauzei creștine; regent al principatului rămâne Tancred de Hauteville.
- Puternică erupție a vulcanului Hekla, în sudul Islandei.
- Regele Koloman al Ungariei renunță la dreptul de învestitură a episcopilor și promite respectarea libertății alegerilor episcopale.
- Sub regele David I, 15.000 de gruzini reușesc să înfrângă 100.000 de selgiucizi.
- Sultanul selgiucid Kalidj-Arslan începe un război împotriva turcilor danișmenizi.

## Arte, științe, literatură și filozofie
- Începe construirea catedralei din Lund, pe teritoriul regatului danez (astăzi, în Suedia), una dintre rarele mărturii ale artei romanice din Scandinavia.
- Istoricul Guibert devine abate la Notre Dame de Nugent.

## Înscăunări
- 8 iunie: Tugtekin, conducător al Damascului din dinastia Burizilor (1104-1128).
- 28 septembrie: Alfonso I "cel Bătăios", rege al Aragonului și Navarrei (1104-1134).
- Niels, rege al Danemarcei.

## Nașteri
- Ibn Zafar, filosof și politolog arab (d. 1170)
- Vsevolod al II-lea de Kiev (d. 1146).

## Decese
- 8 iunie: Duqaq, conducător selgiucid al Damascului (n. ?)
- 28 septembrie: Pedro I, rege al Aragonului și Navarrei (n. ?)
- Mansur ibn Nasir, principe berber (n. ?)